# فایندر
فایندر، روستایی است از توابع بخش مرکزی شهرستان خواف استان خراسان رضوی ایران.

## جمعیت
این روستا در دهستان میان‌خواف قرار داشته و بر اساس سرشماری سال ۱۳۸۵ جمعیت آن (۲۰۷خانوار) ۱٬۱۶۱نفر
بوده است.